# Black Bag – Doppeltes Spiel
Black Bag – Doppeltes Spiel (Originaltitel: Black Bag) ist ein US-amerikanischer Spielfilm von Steven Soderbergh aus dem Jahr 2025. Der Spionagefilm handelt von zwei miteinander verheirateten Geheimagenten, deren Loyalität auf die Probe gestellt wird. Die Hauptrollen übernahmen Michael Fassbender und Cate Blanchett. Das Werk wurde ab Mitte März 2025 veröffentlicht. Im deutschsprachigen Raum startete der Film Mitte Mai desselben Jahres.

## Handlung
Geheimdienstagent George Woodhouse (Michael Fassbender) wird von seinem Chef Meacham (Gustaf Skarsgård) beauftragt, möglichst schnell eine „undichte Stelle“ in seiner Abteilung zu finden. Das Computerprogramm „Severus“, mit dem sich eine Kernschmelze in einem Atomreaktor herbeiführen lässt, wurde gestohlen. Zu den Verdächtigen zählen neben Georges Frau Kathryn weitere Kollegen: Georges Untergebener Freddie (Tom Burke), die junge Clarissa (Marisa Abela), die ein Verhältnis mit Freddie hat, James (Regé-Jean Page), der statt Freddie befördert wurde, sowie die Betriebspsychologin Zoe (Naomie Harris), die eine Affäre mit James hat. George lädt alle Verdächtigen zu einem Abendessen ein. Er verabreicht ihnen mit dem Essen eine Wahrheitsdroge – nur seine Frau ist eingeweiht. Die Gäste plaudern jedoch nur pikante Beziehungsdetails aus. Clarissa rammt ihrem Freund Freddie ein Messer in die auf dem Tisch abgelegte Hand, als sie erfährt, dass er fremdgegangen ist.
Am selben Abend stirbt Georges Vorgesetzter Meacham, scheinbar an einem Herzanfall. George findet eine Kinokarte in Kathryns Papierkorb. Später behauptet Kathryn jedoch, den Film noch nicht zu kennen. George verschafft sich Zugang zum Arbeitscomputer seiner Frau und findet heraus, dass sie am nächsten Tag nach Zürich fliegt. Mithilfe eines von Clarissa gesteuerten Spionagesatelliten beobachtet er, wie sich seine Frau in der Schweizer Stadt mit einem russischen Exilanten trifft. James informiert George, dass Kathryn Zugang zu einem Schweizer Bankkonto mit sieben Millionen Pfund aus zwielichtigen Quellen hat. Nach ihrem Ausflug nach Zürich nimmt Kathryn einen Termin bei Psychologin Zoe wahr. Auf die Frage, ob ihr die Karriere oder ihr Mann wichtiger sei, reagiert sie bissig und abweisend.
Es stellt sich heraus, dass ein weiterer russischer Exilant unbeobachtet einen Unterschlupf in Liechtenstein verlassen konnte, weil der Spionagesatellit, mit dem seine Aktivitäten überwacht werden, von George in Beschlag genommen war. Die beiden Russen versuchen, sich mit einer Kopie von „Severus“ in ihr Heimatland abzusetzen. Clarissa erfährt davon und erzählt es Freddie, mit dem sie sich wieder versöhnt hat. Freddie warnt Kathryn, dass George sie verdächtigt, die undichte Stelle der Abteilung zu sein. Kathryn und George besprechen sich abends im Bett und erkennen, dass sie gegeneinander ausgespielt werden sollen.
Kathryn nötigt nun Clarissa, die flüchtigen Russen mit dem Spionagesatelliten zu beobachten. Sie vermutet, dass ihr Vorgesetzter Stieglitz (Pierce Brosnan) das Severus-Programm absichtlich geleakt hat, um eine nukleare Katastrophe in Russland auszulösen, die zu einem Regimewechsel führen soll. Kathryn teilt der CIA die Geodaten der beiden Russen mit, die gerade durch Polen fahren. Eine Drohne tötet die zwei, der Datenträger mit „Severus“ wird vernichtet. George lässt anschließend alle Verdächtigen bis auf Kathryn einen Lügendetektor-Test absolvieren.
Danach lädt George die Runde ein zweites Mal zu sich und Kathryn nach Hause ein. Statt Essen anzubieten, legt Kathryn eine Pistole auf den Tisch. George erklärt, dass nun alle an einem Spiel teilnehmen sollen, bei dem er jeder Person eine Frage stellt. Durch die Antworten kommt heraus, dass Zoe Freddies Affäre war. Die gläubige Katholikin hatte von James vom Severus-Programm erfahren und wollte den Einsatz der Software aus religiösen Gründen verhindern. George verkündet, es habe zwei Pläne gegeben: Auf der einen Seite wollten James und Stieglitz mithilfe von „Severus“ und einer in Kauf genommenen Nuklearkatastrophe einen Regimewechsel in Russland erzwingen. Auf der anderen Seite wollten Freddie und Zoe Kathryn benutzen, um den Plan zu vereiteln. Der ertappte James greift sich die auf dem Tisch liegende Waffe und gesteht seine Beteiligung am Komplott. Er gibt außerdem zu, Meachum mit Novitschok umgebracht zu haben. Er schießt auf George, doch die Pistole ist nur mit Schreckschusspatronen geladen. Kathryn zieht eine Waffe aus ihrer Tasche und erschießt James. Sie warnt die Anwesenden davor, jemals wieder ihr Vertrauensverhältnis zu George ausnutzen zu wollen. George versenkt James’ Leiche in einem Fischteich. Kathryn trifft Stieglitz in einem japanischen Restaurant, in dem er verbotenerweise Ikizukuri essen will. Sie eröffnet ihm, dass sein Plan aufgeflogen ist, und legt ihm nahe, zurückzutreten. Kathryn und George versichern sich ihre gegenseitige Liebe. George erklärt auf Kathryns Nachfrage, dass die sieben Millionen Pfund weiterhin auf dem Schweizer Bankkonto liegen, auf das sie immer noch Zugriff hat.

## Hintergrund
Es handelt sich um den 36. Spielfilm des US-amerikanischen Regisseurs Steven Soderbergh, der auch unter den Pseudonymen „Peter Andrews“ und „Mary Ann Bernard“ für Kamera und Schnitt verantwortlich zeichnete. Das Drehbuch verfasste David Koepp, der zuvor mit ihm an dem Horrorfilm Presence (2024) und dem Thriller Kimi (2022) zusammengearbeitet hatte. Als Produzenten waren Greg Jacobs und Casey Silver an dem Projekt beteiligt.
Die Hauptrollen als verheiratete Geheimagenten übernahmen Michael Fassbender und Cate Blanchett. Fassbender hatte mit Soderbergh bereits an dem Action-Thriller Haywire zusammengearbeitet. Blanchett war von dem US-amerikanischen Filmemacher in dem Thriller The Good German – In den Ruinen von Berlin (2006) eingesetzt worden und hatte auch in dem von ihm produzierten Heist-Movie Ocean’s 8 eine tragende Rolle bekleidet. Zum weiteren Schauspielensemble gehören Regé-Jean Page, Marisa Abela, Naomie Harris, Pierce Brosnan und Tom Burke.
Die Dreharbeiten fanden ab Sommer 2024 in Europa statt, darunter in London sowie in Zürich (Umgebung am Grossmünster). Die Produktionskosten werden auf ungefähr 60 Millionen US-Dollar beziffert. In einem Bieterwettstreit hatte sich Ende Januar 2024 Focus Features die Verwertungsrechte gesichert.

## Veröffentlichung
Black Bag – Doppeltes Spiel startete ab 14. März 2025 im Verleih von Focus Features in den US-amerikanischen Kinos. Eine Veröffentlichung in Deutschland und der Deutschschweiz ist ab 15. Mai 2025 im Verleih von Universal Pictures geplant.
Ein erster Trailer wurde am 17. Dezember 2024 veröffentlicht.

## Synchronisation
Die deutschsprachige Synchronisation entstand bei Interopa Film in Berlin nach einem Dialogbuch und unter der Dialogregie von Sven Hasper.
| Rolle             | Darsteller         | Synchronsprecher       |
| ----------------- | ------------------ | ---------------------- |
| Kathryn St. Jean  | Cate Blanchett     | Elisabeth Günther      |
| George Woodhouse  | Michael Fassbender | Norman Matt            |
| Clarissa Dubose   | Marisa Abela       | Yvonne Greitzke        |
| Freddie Smalls    | Tom Burke          | Martin Kautz           |
| Dr. Zoe Vaughan   | Naomie Harris      | Vera Teltz             |
| Col. James Stokes | Regé-Jean Page     | Leonard Hohm           |
| Arthur Stieglitz  | Pierce Brosnan     | Marcus Off             |
| Andrei Kulikov    | Orli Shuka         | Grigory Kofman         |
| Philip Meacham    | Gustaf Skarsgård   | Sven Gerhardt          |
| Anna Ko           | Kae Alexander      | Katharina Schwarzmaier |
| Angela Childs     | Ambika Mod         | Lina Rabea Mohr        |

## Rezeption
Auf der Website Metacritic erhielt Black Bag – Doppeltes Spiel eine Bewertung von 83 von 100 möglichen Punkten, basierend auf mehr als zwei Dutzend ausgewerteten englischsprachigen Kritiken. Dies entspricht „einhelligem Beifall“ („universal acclaim“) und es wurde eine eindeutige Filmempfehlung („must-see“) ausgesprochen. Von den rund 270 auf der Website Rotten Tomatoes aufgeführten Kritiken sind 96 Prozent positiv („fresh“). Der dortige Konsens der gelisteten Rezensenten befand, dass Soderbergh mit seiner Regiearbeit einen „beispielhaften Spionage-Krimi“ vorlege, der „schlank im Design und gespickt mit trockenem Witz“ sei. Auch wurden die Schauspielleistungen von Cate Blanchett und Michael Fassbender positiv hervorgehoben.